# Xestoleberis banda
Xestoleberis banda är en kräftdjursart som beskrevs av Benson 1959. Xestoleberis banda ingår i släktet Xestoleberis och familjen Xestoleberididae. Inga underarter finns listade i Catalogue of Life.